# 1. Fußball-Club Kaiserslautern 1977-1978
Questa voce raccoglie le informazioni riguardanti il 1. Fußball-Club Kaiserslautern nelle competizioni ufficiali della stagione 1977-1978.

## Stagione
Nella stagione 1977-1978 il Kaiserslautern, allenato da Erich Ribbeck, concluse il campionato di Bundesliga al 8º posto. In Coppa di Germania il Kaiserslautern fu eliminato al terzo turno dal Duisburg.

## Rosa
| N. |                     | Ruolo | Calciatore         |
| -- | ------------------- | ----- | ------------------ |
|    | Svezia (bandiera)   | P     | Ronnie Hellström   |
|    | Germania (bandiera) | P     | Josef Stabel       |
|    | Germania (bandiera) | D     | Hans-Peter Briegel |
|    | Germania (bandiera) | D     | Ernst Diehl        |
|    | Germania (bandiera) | D     | Jürgen Groh        |
|    | Germania (bandiera) | D     | Reinhard Meier     |
|    | Germania (bandiera) | D     | Hans-Günter Neues  |
|    | Germania (bandiera) | D     | Peter Schwarz      |
|    | Germania (bandiera) | D     | Wolfgang Wolf      |
|    | Germania (bandiera) | C     | Uwe Mackensen      |

| N. |                     | Ruolo | Calciatore       |
| -- | ------------------- | ----- | ---------------- |
|    | Germania (bandiera) | C     | Werner Melzer    |
|    | Germania (bandiera) | C     | Günter Menges    |
|    | Germania (bandiera) | C     | Helmut Nickel    |
|    | Germania (bandiera) | C     | Johannes Riedl   |
|    | Germania (bandiera) | C     | Heinz Stickel    |
|    | Germania (bandiera) | C     | Heinz Wilhelmi   |
|    | Germania (bandiera) | A     | Reiner Geye      |
|    | Germania (bandiera) | A     | Josef Pirrung    |
|    | Germania (bandiera) | A     | Klaus Toppmöller |
|    | Svezia (bandiera)   | A     | Benny Wendt      |

## Organigramma societario
Area tecnica
- Allenatore: Erich Ribbeck
- Allenatore in seconda:
- Preparatore dei portieri:
- Preparatori atletici:

## Calciomercato

### Sessione estiva
| Acquisti | Acquisti      | Acquisti           | Acquisti |
| R.       | Nome          | da                 | Modalità |
| -------- | ------------- | ------------------ | -------- |
| A        | Reiner Geye   | Fortuna Düsseldorf |          |
| C        | Uwe Mackensen | Amburgo            |          |
| A        | Benny Wendt   | TeBe Berlino       |          |

| Cessioni | Cessioni         | Cessioni        | Cessioni |
| R.       | Nome             | a               | Modalità |
| -------- | ---------------- | --------------- | -------- |
| D        | Manfred Ritschel | Schalke 04      |          |
| D        | Herbert Scheller | Monaco 1860     |          |
| A        | Wolfgang Metzler | Monaco 1860     |          |
| C        | Klaus Scheer     | Westfalia Herne |          |

### Sessione invernale
| Acquisti | Acquisti          | Acquisti        | Acquisti |
| R.       | Nome              | da              | Modalità |
| -------- | ----------------- | --------------- | -------- |
| D        | Hans-Günter Neues | Rot-Weiss Essen |          |

| Cessioni | Cessioni | Cessioni | Cessioni |
| R.       | Nome     | a        | Modalità |
| -------- | -------- | -------- | -------- |

## Risultati

### Bundesliga

#### Girone di andata
| Arbitro: | Burgers |

|                              |           |              |
| Meier 69’ (rig.) Pirrung 85’ | Marcatori | 50’ Popivoda |

| Arbitro: | Eschweiler |

|                                         |           |                                |
| Heck 8’ Stegmayer 79’ Lorant 82’ (rig.) | Marcatori | 7’, 75’ Toppmöller 53’ Pirrung |

| Kaiserslautern 16 agosto 1977, ore 20:00 CEST 3ª giornata | Kaiserslautern | 0 – 0 referto | Schalke 04 | Betzenbergstadion (34 000 spett.)\| Arbitro: \| Aldinger \| |
| Arbitro:                                                  | Aldinger       |               |            |                                                             |

| Arbitro: | Wichmann |

|                             |           |              |
| Reimann 30’, 69’ Keegan 68’ | Marcatori | 87’ Wilhelmi |

| Arbitro: | Walther |

|                                            |           |  |
| Meier 23’, 79’ (rig.) Stickel 29’ Geye 72’ | Marcatori |  |

| Arbitro: | Niemann |

|                               |           |                          |
| Wohlers 38’ Bonhof 49’ (rig.) | Marcatori | 35’ Wendt 78’ Toppmöller |

| Arbitro: | Kindervater |

|                     |           |  |
| Toppmöller 45’, 68’ | Marcatori |  |

| Arbitro: | Zuchantke |

|                                 |           |                    |
| Seliger 9’ (rig.), 72’ Worm 36’ | Marcatori | 5’ Riedl 33’ Wendt |

| Arbitro: | Stäglich |

|                |           |  |
| Toppmöller 27’ | Marcatori |  |

| Arbitro: | Ahlenfelder |

|                       |           |                                 |
| Hölzenbein 71’ (rig.) | Marcatori | 61’ Wendt 88’ Riedl 90’ Pirrung |

| Arbitro: | Joos |

|  |           |           |
|  | Marcatori | 83’ Riedl |

| Arbitro: | Risse |

|  |           |                                                       |
|  | Marcatori | 26’ Kelsch 28’ Hadewicz 39’ (aut.) Stickel 62’ Hoeneß |

| Arbitro: | Klauser |

|  |           |                                     |
|  | Marcatori | 12’ Briegel 36’ Toppmöller 42’ Geye |

| Arbitro: | Glasneck |

|                                                   |           |                        |
| Toppmöller 48’ (rig.) Baltes 53’ (aut.) Meier 68’ | Marcatori | 14’ Schmitz 35’ Köhnen |

| Arbitro: | Ohmsen |

|                                                    |           |             |
| Müller 31’ Strack 58’ Neumann 69’ Flohe 75’ (rig.) | Marcatori | 10’ Stickel |

| Arbitro: | Drescher |

|                            |           |          |
| Toppmöller 26’ Schwarz 36’ | Marcatori | 4’ Röber |

| Arbitro: | Burgers |

|                                           |           |                       |
| Roth 3’ Müller 29’ (rig.) Hoeneß 70’, 89’ | Marcatori | 67’ Stickel 80’ Wendt |

#### Girone di ritorno
| Arbitro: | Ahlenfelder |

|                                    |           |             |
| Borg 28’ Popivoda 50’ Dremmler 68’ | Marcatori | 85’ Briegel |

| Arbitro: | Hennig |

|                              |           |          |
| Briegel 37’ Meier 58’ (rig.) | Marcatori | 88’ Denz |

| Arbitro: | Dreher |

|                                      |           |  |
| Bongartz 23’ Demange 29’ Fischer 86’ | Marcatori |  |

| Arbitro: | Joos |

|                                         |           |  |
| Wilhelmi 37’ Schwarz 57’ Toppmöller 89’ | Marcatori |  |

| Arbitro: | Redelfs |

|                                                   |           |  |
| Burgsmüller 22’ Kostedde 34’ Geyer 61’ Segler 79’ | Marcatori |  |

| Arbitro: | Schmoock |

|  |           |                               |
|  | Marcatori | 47’, 60’ Simonsen 67’ Wohlers |

| Arbitro: | Dölfel |

|                    |           |                |
| Gersdorff 45’, 79’ | Marcatori | 15’ Toppmöller |

| Arbitro: | Walz |

|                                                                         |           |            |
| Meier 9’ (rig.) Toppmöller 42’ Riedl 61’ Schwarz 65’ Geye 78’ Wendt 83’ | Marcatori | 38’ Fenten |

| Arbitro: | Waltert |

|                           |           |                          |
| Kohlhäufl 14’ Hartwig 24’ | Marcatori | 38’ Toppmöller 49’ Wendt |

| Arbitro: | Risse |

|                          |           |  |
| Wendt 10’ Toppmöller 53’ | Marcatori |  |

| Arbitro: | Niemann |

|                                     |           |         |
| Stickel 3’ Toppmöller 74’, 78’, 84’ | Marcatori | 9’ Bast |

| Arbitro: | Hennig |

|                              |           |  |
| Ohlicher 68’ Müller 82’, 90’ | Marcatori |  |

| Arbitro: | Eschweiler |

|                       |           |                |
| Wendt 43’ Pirrung 54’ | Marcatori | 79’ Milardovic |

| Arbitro: | Messmer |

|                                       |           |             |
| Weikl 3’ Seel 13’ Baltes 42’ Zewe 63’ | Marcatori | 43’ Briegel |

| Arbitro: | Jensen |

|  |           |                        |
|  | Marcatori | 76’ Müller 82’ Okudera |

| Arbitro: | Burgers |

|                                                           |           |                                  |
| Geils 22’ Siegmann 25’ Röber 36’ Konschal 60’ Glowacz 90’ | Marcatori | 8’ Wendt 66’ Toppmöller 81’ Geye |

| Arbitro: | Risse |

|                                                    |           |  |
| Toppmöller 20’, 58’ (rig.), 78’ Wendt 30’ Geye 74’ | Marcatori |  |

### Coppa di Germania
| Arbitro: | Kettenbach |

|  |           |                           |
|  | Marcatori | 15’, 89’ Pirrung 67’ Geye |

| Arbitro: | Walz |

|                                               |           |                 |
| Toppmöller 34’ Pirrung 62’ Geye 71’ Meier 90’ | Marcatori | 40’ Fetkenheuer |

| Arbitro: | Messmer |

|                        |           |          |
| Bücker 48’ Seliger 52’ | Marcatori | 83’ Geye |

## Statistiche

### Statistiche di squadra
| Competizione      | Punti | In casa | In casa | In casa | In casa | In casa | In casa | In trasferta | In trasferta | In trasferta | In trasferta | In trasferta | In trasferta | Totale | Totale | Totale | Totale | Totale | Totale | DR |
| Competizione      | Punti | G       | V       | N       | P       | Gf      | Gs      | G            | V            | N            | P            | Gf           | Gs           | G      | V      | N      | P      | Gf     | Gs     | DR |
| ----------------- | ----- | ------- | ------- | ------- | ------- | ------- | ------- | ------------ | ------------ | ------------ | ------------ | ------------ | ------------ | ------ | ------ | ------ | ------ | ------ | ------ | -- |
| Bundesliga        | 36    | 17      | 13      | 1       | 3       | 38      | 17      | 17           | 3            | 3            | 11           | 26           | 46           | 34     | 16     | 4      | 14     | 64     | 63     | +1 |
| Coppa di Germania | -     | 1       | 1       | 0       | 0       | 4       | 1       | 2            | 1            | 0            | 1            | 4            | 2            | 3      | 2      | 0      | 1      | 8      | 3      | +5 |
| Totale            | 36    | 18      | 14      | 1       | 3       | 42      | 18      | 19           | 4            | 3            | 12           | 30           | 48           | 37     | 18     | 4      | 15     | 72     | 66     | +6 |

### Andamento in campionato
| Giornata  | 1 | 2 | 3 | 4 | 5 | 6 | 7 | 8 | 9 | 10 | 11 | 12 | 13 | 14 | 15 | 16 | 17 | 18 | 19 | 20 | 21 | 22 | 23 | 24 | 25 | 26 | 27 | 28 | 29 | 30 | 31 | 32 | 33 | 34 |
| --------- | - | - | - | - | - | - | - | - | - | -- | -- | -- | -- | -- | -- | -- | -- | -- | -- | -- | -- | -- | -- | -- | -- | -- | -- | -- | -- | -- | -- | -- | -- | -- |
| Luogo     | C | T | C | T | C | T | C | T | C | T  | T  | C  | T  | C  | T  | C  | T  | T  | C  | T  | C  | T  | C  | T  | C  | T  | C  | C  | T  | C  | T  | C  | T  | C  |
| Risultato | V | N | N | P | V | N | V | P | V | V  | V  | P  | V  | V  | P  | V  | P  | P  | V  | P  | V  | P  | P  | P  | V  | N  | V  | V  | P  | V  | P  | P  | P  | V  |
| Posizione | 6 | 2 | 5 | 9 | 7 | 5 | 2 | 6 | 5 | 2  | 1  | 3  | 3  | 2  | 3  | 3  | 3  | 3  | 3  | 5  | 3  | 6  | 8  | 9  | 6  | 8  | 6  | 5  | 6  | 6  | 7  | 8  | 8  | 8  |

Legenda:

Luogo: C = Casa; T = Trasferta. Risultato: V = Vittoria; N = Pareggio; P = Sconfitta.

### Statistiche dei giocatori
| Giocatore     | Bundesliga | Bundesliga | Bundesliga  | Bundesliga | Coppa di Germania | Coppa di Germania | Coppa di Germania | Coppa di Germania | Totale   | Totale | Totale      | Totale     |
| Giocatore     | Presenze   | Reti       | Ammonizioni | Espulsioni | Presenze          | Reti              | Ammonizioni       | Espulsioni        | Presenze | Reti   | Ammonizioni | Espulsioni |
| ------------- | ---------- | ---------- | ----------- | ---------- | ----------------- | ----------------- | ----------------- | ----------------- | -------- | ------ | ----------- | ---------- |
| H. Briegel    | 22         | 4          | 3           | 0          | 2                 | 0                 | 0                 | 0                 | 24       | 4      | 3           | 0          |
| E. Diehl      | 23         | 0          | 6           | 1          | 2                 | 0                 | 0                 | 0                 | 25       | 0      | 6           | 1          |
| R. Geye       | 33         | 5          | 1           | 0          | 3                 | 3                 | 0                 | 0                 | 36       | 8      | 1           | 0          |
| J. Groh       | 32         | 0          | 0           | 0          | 3                 | 0                 | 0                 | 0                 | 35       | 0      | 0           | 0          |
| R. Hellström  | 34         | 0          | 0           | 0          | 2                 | 0                 | 0                 | 0                 | 36       | 0      | 0           | 0          |
| U. Mackensen  | 0          | 0          | 0           | 0          | 0                 | 0                 | 0                 | 0                 | 0        | 0      | 0           | 0          |
| R. Meier      | 28         | 6          | 4           | 0          | 2                 | 1                 | 0                 | 0                 | 30       | 7      | 4           | 0          |
| W. Melzer     | 32         | 0          | 4           | 0          | 3                 | 0                 | 0                 | 0                 | 35       | 0      | 4           | 0          |
| G. Menges     | 11         | 0          | 1           | 0          | 1                 | 0                 | 0                 | 0                 | 12       | 0      | 1           | 0          |
| H. Neues      | 10         | 0          | 3           | 0          | 0                 | 0                 | 0                 | 0                 | 10       | 0      | 3           | 0          |
| H. Nickel     | 0          | 0          | 0           | 0          | 0                 | 0                 | 0                 | 0                 | 0        | 0      | 0           | 0          |
| J. Pirrung    | 26         | 4          | 2           | 0          | 3                 | 3                 | 0                 | 0                 | 29       | 7      | 2           | 0          |
| J. Riedl      | 34         | 4          | 3           | 0          | 3                 | 0                 | 0                 | 0                 | 37       | 4      | 3           | 0          |
| M. Ritschel   | 1          | 0          | 0           | 0          | 1                 | 0                 | 0                 | 0                 | 2        | 0      | 0           | 0          |
| H. Scheller   | 0          | 0          | 0           | 0          | 2                 | 0                 | 0                 | 0                 | 2        | 0      | 0           | 0          |
| P. Schwarz    | 19         | 3          | 0           | 0          | 0                 | 0                 | 0                 | 0                 | 19       | 3      | 0           | 0          |
| J. Stabel     | 0          | 0          | 0           | 0          | 1                 | 0                 | 0                 | 0                 | 1        | 0      | 0           | 0          |
| H. Stickel    | 29         | 4          | 2           | 0          | 3                 | 0                 | 1                 | 0                 | 32       | 4      | 3           | 0          |
| K. Toppmöller | 34         | 21         | 2           | 0          | 3                 | 1                 | 0                 | 0                 | 37       | 22     | 2           | 0          |
| B. Wendt      | 29         | 10         | 1           | 0          | 3                 | 0                 | 0                 | 0                 | 32       | 10     | 1           | 0          |
| H. Wilhelmi   | 15         | 2          | 1           | 0          | 1                 | 0                 | 0                 | 0                 | 16       | 2      | 1           | 0          |
| W. Wolf       | 0          | 0          | 0           | 0          | 0                 | 0                 | 0                 | 0                 | 0        | 0      | 0           | 0          |